# Rabbitvibrator

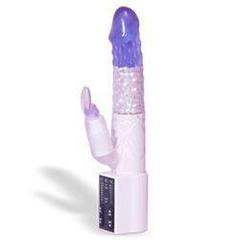
Techno Rabbit Vibrator

Een tarzan- of rabbitvibrator is een staafvibrator met zowel een stimulatiedeel voor de clitoris als de vagina.

## Geschiedenis
Nadat de staafvibrator werd uitgevonden in 1880 duurde het een lange tijd voordat er een vibrator op de markt kwam in een andere vorm. In eerste instantie werd de vibrator op de markt gebracht als een medisch hulpmiddel en werd er in de aanprijzing ervan met geen woord over seks gesproken. Het duurde lang voordat er andere vormen vibrators op de markt kwamen. Er werden naast staafvibrators wel losse clitoris trillers op de markt gebracht maar de combinatie van beide stimulaties in één apparaat liet lang op zich wachten. 
De rabbit vibrator is oorspronkelijk uitgevonden door het Japanse bedrijf Vibratex. Vanwege wetgeving omtrent obsceniteit, koos Vibratex ervoor om deze uit te brengen in dierenvormen en in felle kleuren. De eerste drie varianten waren de bever, de kangoeroe en schildpad. Het was uiteindelijk het konijn dat commercieel het meest succesvol bleek. In 1983 introduceerde Vibratex de rabbit vibrator op de Amerikaanse markt. In Nederland wordt deze vibrator vaak de ‘tarzan’ genoemd. De namen tarzan en rabbit worden regelmatig door elkaar heen gebruikt. Eigenlijk is de tarzan een vibrator met van oorsprong een driedubbele stimulatie (clitoris, vaginaal, anaal). Tegenwoordig bestaat er geen goede vibrator meer met zo'n driedubbele stimulatie en wordt de term tarzan ook gebruikt voor een rabbit vibrator. En deze wordt ook wel duo-vibrator genoemd.
Langzaam maar zeker is de vibrator uit de taboesfeer gehaald. Dit kwam onder meer door de serie Sex and the City. Deze serie wijdde in 1998 een spraakmakende aflevering aan de rabbit/tarzan. Ook werd er door vrouwenbladen steeds vaker over seksspeeltjes geschreven. Inmiddels worden vibrators niet meer als medisch hulpmiddel verkocht en is het gebruik van een vibrator voor seksueel genot veel meer geaccepteerd. Het apparaat ligt nu zelfs op de plank bij drogisterijen.

## Techniek
De rabbit/tarzan vibrator werkt op batterijen en bevat trilelementen. Uniek aan de rabbit/tarzan is het ‘rabbit’ gedeelte. Een extra kop die aan de staaf vast zit. Deze kop zorgt voor stimulatie van de clitoris terwijl de staaf de vagina en de g-spot stimuleert. De kop van de rabbit/tarzan maakt roterende bewegingen en stimuleert de vagina extra door balletjes. De vibrator is op verschillende ritmes en snelheden in te stellen. Sommige tarzan/rabbit vibrators werken met luchtdruk pulsaties die de clitoris zachtjes naar binnen zuigen en weer loslaten.

## Gebruik
De rabbit vibrator wordt gebruikt voor seksueel genot en kan zowel door mannen als vrouwen gebruikt worden. Mannen kunnen het seksspeeltje bijvoorbeeld gebruiken om de prostaat en het perineum te stimuleren. De rabbit vibrator kan gebruikt worden als speeltje bij seks tussen meerdere mensen maar wordt vaak gebruikt als aanvulling op, of vervanging voor handmatige masturbatie. Vaak wordt er glijmiddel gebruikt in combinatie met de vibrator. 

## Bediening
Op de rabbit vibrator zit een klein bedieningspaneel of kleine knopjes. Hiermee kunnen verschillende ritmes en snelheden ingesteld worden. Beide onderdelen van de vibrator kunnen in sommige gevallen ook apart van elkaar aan of uit gezet worden. 

## Materiaal
Rabbit vibrators zijn van buiten meestal gemaakt van kunststoffen zoals ABS, siliconen en pvc. Vibrators die van zacht pvc zijn gemaakt bevatten soms weekmakers, deze zijn minder goed voor de gezondheid maar niet heel schadelijk als de vibrator minder dan 2 uur per week gebruikt wordt. De vibrators in het hogere prijssegment hebben vrijwel altijd een buitenlaag van siliconen. 